# Тылошур
Тылошур — деревня в Кезском районе Удмуртской республики.

## География
Находится в северо-восточной части Удмуртии на расстоянии приблизительно 14 км на запад по прямой от районного центра поселка Кез.

## История
Известна с 1891 года. В 1905 году отмечалась как починок Тылошурский (Тыло) с 12 дворами, в 1924 как деревня Тылошур (Тыло-Учи, Тыло) с 34 дворами. До 2021 года входила в состав Чепецкого сельского поселения.

## Население
Постоянное население составляло 118 человек (1905), 158 (1924), 6 человек в 2002 году (удмурты 100 %), 3 в 2012.